# Manyo Plange
Manyo Plange (* 18. Januar 1988) ist ein ghanaischer Boxer in der Gewichtsklasse Halbfliegengewicht (bis 48 kg). Er gewann bei den All Africa Games 2007 die Silbermedaille und nahm 2008 an den Olympischen Sommerspielen teil.

## Karriere
Seinen ersten internationalen Männer-Wettkampf bestritt Plange bei den Commonwealth Games 2006, als er bis in die zweite Turnierrunde vordrang, aber dann gegen einen walisischen Boxer verlor.
Bei den All Africa Games 2007 drang er dann sogar bis ins Finale vor, musste sich hier aber dem weitaus erfahreneren Suleiman Bilali geschlagen geben. Bei den im selben Jahr stattfindenden Weltmeisterschaften in Chicago trat er in der Gewichtsklasse Fliegengewicht (bis 51 kg) an, verlor aber schon im ersten Kampf gegen den Chinesen Yang Bo.
Beim ersten afrikanischen Olympia-Qualifikationsturnier in Algier trat er wieder im Halbfliegengewicht an. Er gewann gegen Thomas Essomba, verlor dann im Halbfinale gegen den Namibier Jafet Uutoni, konnte sich aber im Kampf um Platz 3 gegen den Algerier Hamoud Boubraouet durchsetzen, wodurch er sich die Qualifikation für die Olympischen Sommerspiele 2008 sicherte. Dort besiegte er in der ersten Runde den Philippiner Harry Tañamor und schied anschließend durch eine Niederlage gegen Paulo Carvalho aus Brasilien aus.